# 日本共产党（左派）
日本共产党（左派）（日语：／）是日本的一个共产主义政党，通称日共左派、山口左派、人民之星派。1966年9月，日本共产党开除了党内亲华派福田正义。此后，福田正义及其追随者组织了“日本共产党山口县委员会（左派）”。1969年11月，福田正义派与另一支原日共亲华派寺尾五郎派共同创建了日本共产党（左派）。在创党的日本共产党（左派）第一回全国大会上，日本共产党（左派）自称是“1922年以来日本共产党革命传统的唯一继承组织”。
该党的意识形态是共产主义、马克思列宁主义、毛泽东思想。 政治立场是极左翼。总部位于山口县下关市。该党在日本全国各地设有支部，但其活动主要集中在山口县。该党的机关报是《人民之星》，每周发行2次，机关志是月刊《革命战士》。长周新闻社出版的《长周新闻》与该党也有关联。该党党员本池妙子现为下关市议会议员。
其发行的机关报和网络主页，有将写作（如）和写作（如）等全学联汉字以及不使用（将写作）和在提及韩国时会在其国名上标引号（驻“韩”美军）之类的独特于日语的表示方法。

## 党史
1966年9月，福田正义等人被日本共产党开除，并成立日本共产党山口县委员会（左派）。同年，成员西泽隆二成立毛泽东思想研究会。
1968年，大冢有章脱党，成立毛泽东思想学院。同年4月，原田长司、大林清美等人离开，组建日本工人党。（现与建党联盟合并为工人社会主义联盟）
1969年6月，佐贺县出身的大隈铁二离开，组建日本共产党革命性左派。后与日本共产党（革命左派）神奈川县委员会的一部分合流，组成日本劳动党。
1969年11月，日本共产党（左派）正式成立，福田正义任主席。寺尾五郎等人加入。
1975年3月，同隈岡隆春和其他关东派系分裂。关东派随后加入了日本工人党。
在1977年中阿决裂后的一段时间里，该党曾追随阿尔巴尼亚劳动党及其领袖恩维尔·霍查的政治路线，奉行霍查主义。后来，该党又重新站到毛派立场上。
2001年12月23日，党主席福田正义因心力衰竭去世，享年90岁。

## 选举
主要以《长周新闻》工作人员等身份，作为“守护民主主义和生活的下关市民之会”的无党派候选人参选。自1979年的下关市议会议员选举中“守护民主主义和生活的下关市民之会”会长小仓哲郎当选以来，过渡期为兵头典将，其次是本池妙子在该市议会选举中当选（皆是长周新闻工作人员）。候选人和议员的动向通过《人民之星》和《长周新闻》等媒体详细报道。2019年的市议会选举中，《长周新闻》记者、本池妙子的女儿本池凉子代替其参选。获3000票以上，在41名参选者中以第5名当选。其虽然在议会内，但不属于任何党团。
- 国政选举 
  - 1990年2月 第39回众议会议员总选举（山口1区）守田茂子，以无党派推举，落选

- 下关市议会议员选举  
  - 2007年1月 兵头典将，当选
  - 2011年1月 本池妙子，当选
  - 2015年1月 本池妙子，当选
  - 2019年2月 本池凉子，当选
  - 2023年2月 本池凉子，当选